# Eumorphus subsinuatus
Eumorphus subsinuatus es una especie de coleóptero de la familia Endomychidae.

## Distribución geográfica
Habita en las (Filipinas).